# Аголада
Аголада (гал. Agolada, ісп. Golada) — муніципалітет в Іспанії, у складі автономної спільноти Галісія, у провінції Понтеведра. Населення — 3094 осіб (2009).
Муніципалітет розташований на відстані близько 440 км на північний захід від Мадрида, 65 км на північний схід від Понтеведри.
Муніципалітет складається з таких паррокій: Агра, Артоньйо, Байнья, Байс, Басадре, Берредо, Боррашейрос, Брантега, Брокос, Кармоега, Ейдіан, Есперанте, Феррейроа, Гургейро, Мерлін, Орреа, Раміль, Санта-Комба, Сесто, Сешо, Трабанкас, Валь-де-Сангорса, Вентоса, Віларіньйо.

## Демографія
Динаміка населення (INE ):

## Галерея зображень

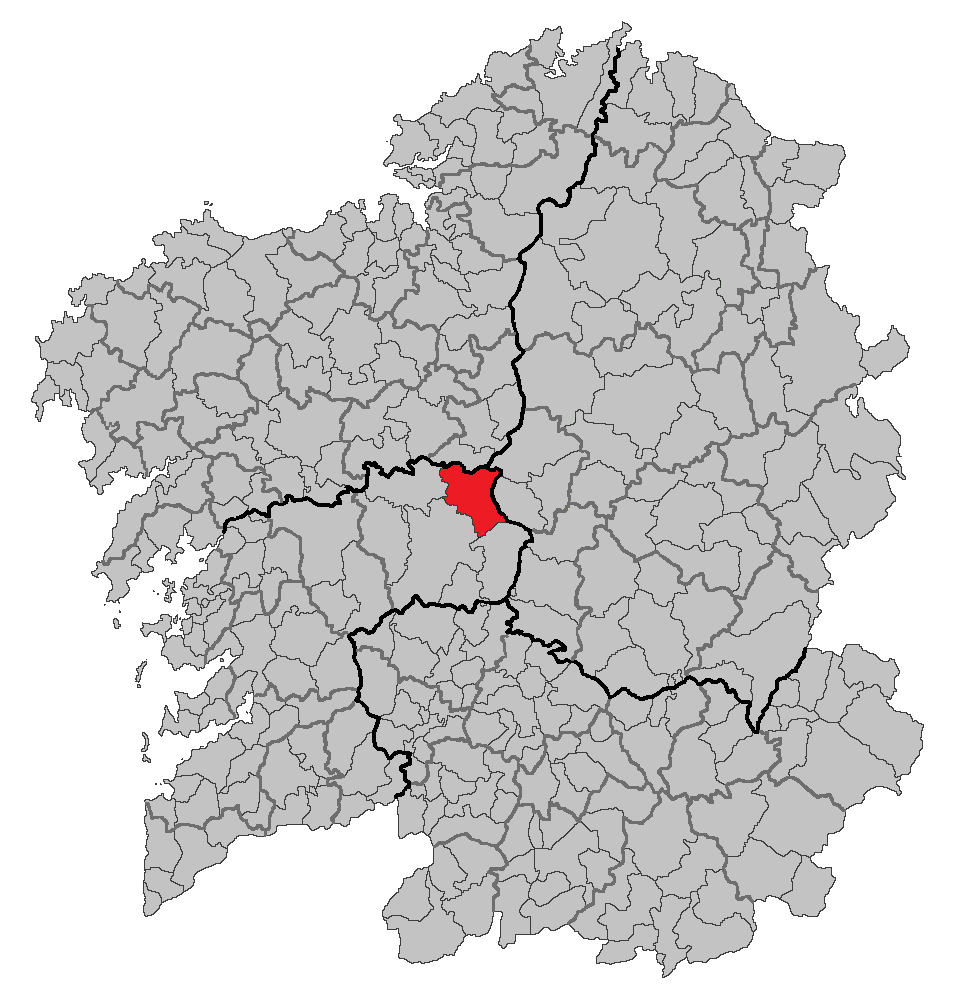
Розташування муніципалітету
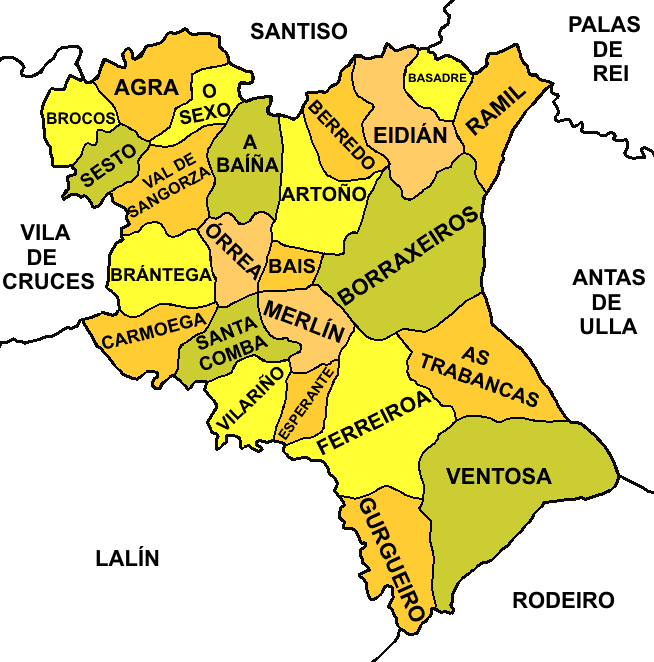
Паррокії, що складають муніципалітет Аголада